# Friedrich II. von Vaudémont
Friedrich II., in Frankreich Ferry II. genannt (* um 1428; † 31. August 1470 in Joinville) war Graf von Vaudémont und Herr von Joinville. Er war der Sohn von Antoine de Vaudémont und Marie d’Harcourt, Gräfin von Aumale und Baronin von Elbeuf. Um seine Ansprüche auf das Herzogtum Lothringen zu unterstreichen, wird er auch Friedrich VI. von Lothringen bzw. Ferry VI. de Lorraine genannt.
Er heiratete 1445 in Nancy Jolande von Anjou, Tochter von René I., Herzog von Bar, Graf von Provence und Forcalquier etc. und Isabella, Herzogin von Lothringen. Die Ehe war Bestandteil eines 1433 zwischen ihren Vätern geschlossenen Ehevertrages, mit dem die Erbfolgestreitigkeiten in Lothringen beigelegt wurden.
Ihre Kinder waren neben anderen:
- René II., † 1508, 1473 Herzog von Lothringen; ⚭ 1) Jeanne d’Harcourt, Gräfin von Tancarville, Tochter von Graf Guillaume; ⚭ 2) Philippa von Geldern, Tochter von Adolf von Egmond, Herzog von Geldern; Nachkommen waren die Herzöge von Lothringen ab 1473, aus denen 1736 das Haus Habsburg-Lothringen hervorging, und das Haus Guise
- Nicolas, † um 1476, Seigneur de Joinville et de Bauffremont,
- Jeanne, † 1480; ⚭ Karl IV. Herzog von Anjou, Herzog von Maine, † 1481 (Jüngeres Haus Anjou)
- Marguerite, † 1521, ⚭ René, † 1492, Herzog von Alençon (Haus Valois-Alençon)
- Yolande, † 1500, ⚭ Wilhelm II. der Mittlere, Landgraf von Hessen, † 1509

1456 übertrug René I. ihm die Verwaltung des Herzogtums Bar und gab ihm 1459, während er seinen zweiten Versuch unternahm, das Königreich für sich zu gewinnen, den Titel eines Generalleutnants von Sizilien. Er starb 1470 in Joinville, drei Jahre bevor seiner Ehefrau das Herzogtum Lothringen zufiel.
Sein Bruder, Bischof Heinrich von Metz ließ ihm und seiner Gemahlin Jolande nach 1495 von Jacques Bachot, einem der bedeutendsten Bildhauer der Spätgotik der Champagne und Lothringens, ein prächtiges Grabmal für die Familiengrablege in der Stiftskirche von Joinville anfertigen, das während der Revolution zerstört wurde.